# Kangmin Justin Kim
Pour les articles homonymes, voir Kim.
Kangmin Justin Kim est un contre-ténor coréen-américain. Il interprète notamment le répertoire baroque, mozartien et contemporain.

## Biographie

### Jeunesse et formation
Kim naît en Corée du Sud en 1988, où il vit jusqu'à l'âge de onze ans. En 2000, sa famille déménage à Evanston, Illinois. Son père est ingénieur et sa mère diaconesse. Il fait ses études à la Northwestern University d'Evanston et à la Royal Academy of Music de Londres.

### Carrière
La carrière de Kangmin Justin Kim débute en 2013, lorsqu'il interprète un rôle principal dans l'opéra Elena de Francesco Cavalli au Festival d'Aix-en-Provence sous la direction de Leonardo García Alarcón. Kim auditionne dans plusieurs villes françaises et européennes pour diverses compagnies d'opéra et s'engage pour chanter Sesto dans La Clemenza di Tito de Wolfgang Amadeus Mozart à l'Opéra de Montpellier lors de la saison 2014/2015. A Aix-en-Provence, il fait aussi la connaissance de Marc Minkowski et d'Ivan Alexander avec qui il interprète le Prince Orlofsky dans une nouvelle production de Die Fledermaus à l'Opéra Comique de Paris à la même saison. Au Théâtre du Châtelet à Paris, il interprète le personnage d'Oreste dans La Belle Hélène diffusé par Arte . 
Membre de la compagnie d'opéra de Heidelberg lors de la saison 2015/2016, il chante Chérubin  dans Les Noces de Figaro et le rôle-titre dans la première mondiale de Pym du compositeur contemporain Johannes Kalitzke.
Au cours de la saison 2016/2017, Kangmin Justin Kim  fait ses débuts dans plusieurs opéras et festivals internationaux, chantant Speranza dans L'Orfeo de Claudio Monteverdi et Nerone dans L'incoronazione di Poppea avec le Chœur Monteverdi et les solistes baroques anglais dirigés par Sir John Eliot Gardiner dans le cadre d'une tournée avec des représentations au Teatro La Fenice, au Festival de Salzbourg, au Festival d'Edimbourg, au Festival de Lucerne, à la Philharmonie de Berlin et à la Philharmonie de Paris. Au sujet de son Nerone au Alice Tully Hall de New York, le New York Times écrit que Kim « faisait un Neron têtu, avec ses cheveux blonds sauvagement punk et un physique nerveux toujours enroulé et prêt à bondir » et que « son intensité était terrifiante ». 
Il a fait ses débuts au Festival de Glyndebourne dans le rôle de Nireno dans Giulio Cesare à Egitto de Haendel et au Staatsoper Unter den Linden à Berlin dans celui de Nerone dans L'incoronazione di Poppea en 2018.
En 2019, c'est le premier contre-ténor à incarner Chérubin dans Le Nozze di Figaro de Wolfgang Amadeus Mozart au Royal Opera House Covent Garden sous la direction de Sir John Eliot Gardiner  (ce rôle étant habituellement distribué à un mezzo-soprano). Kim interprète d'autres rôles mozartiens : Idamante dans Idomeneo à Wiesbaden et Annio dans La Clemenza di Tito au Theater an der Wien à Vienne.

## Parodie de Cecilia Bartoli
En 2011, il parodie sur YouTube la cantatrice Cecilia Bartoli en interprétant l'air Agitata da due venti, extrait de l'opéra de Vivaldi la Griselda, sous le nom de Kimchilia Bartoli. Cette interprétation est remarquée pour la performance technique.

## Discographie
- 2017 : Parnasso in festa dirigé par Andrea Marcon, Pentatone (n° de catalogue : 5186643)